# Tetragnatha gemmata
Tetragnatha gemmata är en spindelart som beskrevs av Ludwig Carl Christian Koch 1872. Tetragnatha gemmata ingår i släktet sträckkäkspindlar, och familjen käkspindlar.
Artens utbredningsområde är Queensland. Inga underarter finns listade i Catalogue of Life.